# Gustavia serrata
Gustavia serrata là một loài thực vật linhin thuộc họ Lecythidaceae.
Loài này chỉ có ở Ecuador và also Brasil.
Môi trường sống tự nhiên của chúng là rừngs ẩm vùng đất thấp nhiệt đới hoặc cận nhiệt đới.